# Interpolación polinómica de Lagrange

En esta imagen se muestra, para cuatro puntos ((−9, 5), (−4, 2), (−1, −2), (7, 9)), la interpolación polinómica (cúbica) L(x), que es la suma de las cuatro bases polinómicas l_{1}(x), l_{2}(x), l_{3}(x) y l_{4}(x),
escaladas respectivamente por los factores:
y_{1}/l_{1}(x_{1}), y_{2}/l_{2}(x_{2}), y_{3}/l_{3}(x_{3}) e
y_{4}/l_{4}(x_{4}).
La interpolación polinómica L(x) pasa exactamente por los cuatro puntos (llamados puntos de control) y cada base polinómica escalada pasa por su respectivo punto de control y se anula cuando x corresponde a los otros puntos de control

En análisis numérico, el polinomio de Lagrange, llamado así en honor a Joseph-Louis de Lagrange, es una forma de presentar el polinomio que interpola un conjunto de puntos dado. Lagrange publicó este resultado en 1795, pero lo descubrió Edward Waring en 1779 y fue redescubierto más tarde por Leonhard Euler en 1783. Dado que no existe un único polinomio interpolador para un determinado conjunto de puntos, resulta algo engañoso llamar a este polinomio el polinomio interpolador de Lagrange. Un nombre más apropiado es interpolación polinómica en la forma de Lagrange.

## Definición
Dado un conjunto de k + 1 puntos
{\displaystyle (x_{0},y_{0}),\ldots ,(x_{k},y_{k})}
donde todos los xj se asumen distintos, el polinomio interpolador en la forma de Lagrange es la combinación lineal
{\displaystyle L(x)=\sum _{j=0}^{k}y_{j}\ell _{j}(x)}
de bases polinómicas de Lagrange
{\displaystyle \ell _{j}(x)=\prod _{i=0,\,i\neq j}^{k}{\frac {x-x_{i}}{x_{j}-x_{i}}}={\frac {x-x_{0}}{x_{j}-x_{0}}}\cdots {\frac {x-x_{j-1}}{x_{j}-x_{j-1}}}{\frac {x-x_{j+1}}{x_{j}-x_{j+1}}}\cdots {\frac {x-x_{k}}{x_{j}-x_{k}}}}
Para todo {\displaystyle i\neq j}, {\displaystyle \ell _{j}(x)} incluye en el numerador el término {\displaystyle (x-x_{i})}, de modo que el producto completo valdrá cero en {\displaystyle x=x_{i}}:
{\displaystyle \forall ({j\neq i}):\ell _{j}(x_{i})=\prod _{m\neq j}{\frac {x_{i}-x_{m}}{x_{j}-x_{m}}}={\frac {(x_{i}-x_{0})}{(x_{j}-x_{0})}}\cdots {\frac {(x_{i}-x_{i})}{(x_{j}-x_{i})}}\cdots {\frac {(x_{i}-x_{k})}{(x_{j}-x_{k})}}=0.}
Por otro lado,
{\displaystyle \ell _{j}(x_{j}):=\prod _{m\neq j}{\frac {x_{j}-x_{m}}{x_{j}-x_{m}}}=1}
En otras palabras, todas las bases polinómicas de Lagrange valen cero en {\displaystyle x=x_{i}}, excepto {\displaystyle \ell _{j}(x)}, para el que aplica {\displaystyle \ell _{j}(x_{j})=1}, puesto que carece del término {\displaystyle (x-x_{j})} en el numerador.
Por tanto se deriva que {\displaystyle y_{j}\ell _{j}(x_{j})=y_{j}}, en cada punto {\displaystyle x_{j}}, {\displaystyle L(x_{j})=y_{j}+0+0+\dots +0=y_{j}}, demostrando que {\displaystyle L} interpola la función de forma exacta.

## Demostración
La función que estamos buscando es una función polinómica L(x) de grado, a lo sumo, k con el problema de interpolación puede tener tan solo una solución, pues la diferencia entre dos tales soluciones, sería otro polinomio de grado k a lo sumo, con k+1 ceros.
Por lo tanto, L(x) es el único polinomio interpolador

## Concepto
La resolución de un problema de interpolación lleva a un problema de álgebra lineal en el cual se debe resolver un sistema de ecuaciones. Usando una base monómica estándar para nuestro polinomio interpolador, llegamos a la matriz de Vandermonde. Eligiendo una base distinta, la base de Lagrange, llegamos a la forma más simple de matriz identidad = δi,j, que puede resolverse inmediatamente.

## Uso

### Ejemplo
Se desea interpolar {\displaystyle f(x)=\tan(x)} en los puntos
| {\displaystyle x_{0}=-1,5}  | {\displaystyle f(x_{0})=-14,1014}  |
| {\displaystyle x_{1}=-0,75} | {\displaystyle f(x_{1})=-0,931596} |
| {\displaystyle x_{2}=0}     | {\displaystyle f(x_{2})=0}         |
| {\displaystyle x_{3}=0,75}  | {\displaystyle f(x_{3})=0,931596}  |
| {\displaystyle x_{4}=1,5}   | {\displaystyle f(x_{4})=14,1014}   |

La función tangente y su interpolador

Con cinco puntos, el polinomio interpolador tendrá, como máximo, grado cuatro (es decir, la máxima potencia será cuatro), al igual que cada componente de la base polinómica.
La base polinómica es:
{\displaystyle \ell _{0}(x)={x-x_{1} \over x_{0}-x_{1}}\cdot {x-x_{2} \over x_{0}-x_{2}}\cdot {x-x_{3} \over x_{0}-x_{3}}\cdot {x-x_{4} \over x_{0}-x_{4}}={1 \over 243}x(2x-3)(4x-3)(4x+3)}
{\displaystyle \ell _{1}(x)={x-x_{0} \over x_{1}-x_{0}}\cdot {x-x_{2} \over x_{1}-x_{2}}\cdot {x-x_{3} \over x_{1}-x_{3}}\cdot {x-x_{4} \over x_{1}-x_{4}}=-{8 \over 243}x(2x-3)(2x+3)(4x-3)}
{\displaystyle \ell _{2}(x)={x-x_{0} \over x_{2}-x_{0}}\cdot {x-x_{1} \over x_{2}-x_{1}}\cdot {x-x_{3} \over x_{2}-x_{3}}\cdot {x-x_{4} \over x_{2}-x_{4}}={1 \over 243}(243-540x^{2}+192x^{4})}
{\displaystyle \ell _{3}(x)={x-x_{0} \over x_{3}-x_{0}}\cdot {x-x_{1} \over x_{3}-x_{1}}\cdot {x-x_{2} \over x_{3}-x_{2}}\cdot {x-x_{4} \over x_{3}-x_{4}}=-{8 \over 243}x(2x-3)(2x+3)(4x+3)}
{\displaystyle \ell _{4}(x)={x-x_{0} \over x_{4}-x_{0}}\cdot {x-x_{1} \over x_{4}-x_{1}}\cdot {x-x_{2} \over x_{4}-x_{2}}\cdot {x-x_{3} \over x_{4}-x_{3}}={1 \over 243}x(2x+3)(4x-3)(4x+3)}
Así, el polinomio interpolador se obtiene simplemente como la combinación lineal entre los {\displaystyle \ell _{i}(x)} y los valores de las ordenadas:
{\displaystyle {1 \over 243}{\Big (}f(x_{0})x(2x-3)(4x-3)(4x+3)-8f(x_{1})x(2x-3)(2x+3)(4x-3)}
{\displaystyle +f(x_{2})(243-540x^{2}+192x^{4})-8f(x_{3})x(2x-3)(2x+3)(4x+3)}
{\displaystyle +f(x_{4})x(2x+3)(4x-3)(4x+3){\Big )}}
{\displaystyle =-1,47748x+4,83456x^{3}}.

## Desventajas de su uso
Si se aumenta el número de puntos a interpolar (o nodos) con la intención de mejorar la aproximación a una función, también lo hace el grado del polinomio interpolador así obtenido, por norma general. De este modo, aumenta la dificultad en el cálculo, haciéndolo poco operativo manualmente a partir del grado 4, dado que no existen métodos directos de resolución de ecuaciones de grado 4, salvo que se puedan tratar como ecuaciones bicuadradas, situación extremadamente rara.
La tecnología actual permite manejar polinomios de grados superiores sin grandes problemas, a costa de un elevado consumo de tiempo de computación. Pero, a medida que crece el grado, mayores son las oscilaciones entre puntos consecutivos o nodos. Se podría decir que a partir del grado 6 las oscilaciones son tales que el método deja de ser válido, aunque no para todos los casos.
Sin embargo, pocos estudios requieren la interpolación de tan solo 6 puntos. Se suelen contar por decenas e incluso centenas. En estos casos, el grado de este polinomio sería tan alto que resultaría inoperable. Por lo tanto, en estos casos, se recurre a otra técnica de interpolación, como por ejemplo a la Interpolación polinómica de Hermite o a los splines cúbicos
Otra gran desventaja, respecto a otros métodos de interpolación, es la necesidad de recalcular todo el polinomio si se varía el número de nodos.

## Otras aplicaciones
Aunque el polinomio interpolador de Lagrange se emplea para interpolar funciones fácilmente en una computadora, también tiene otras aplicaciones en el campo del álgebra exacta, lo que ha hecho célebre a este polinomio, por ejemplo en el campo de los proyectores ortogonales:
Sea un espacio vectorial complejo de dimensión finita E en el que se definine un producto escalar (no necesariamente el usual). Sea F un operador normal, tal que gracias al teorema de la descomposición espectral es igual a {\displaystyle \sum _{i=1}^{n}\lambda _{i}P_{i}}, donde {\displaystyle P_{i}} son los proyectores ortogonales y {\displaystyle \lambda _{i}} los autovectores de F asociados a cada proyector. Entonces: 
{\displaystyle P_{i}=\prod _{i\neq j}{\frac {F-\lambda _{j}I}{\lambda _{i}-\lambda _{j}}}=l_{i}(F)}
siendo {\displaystyle I} la matriz identidad.
Demostración:
Haciendo uso de la descomposición espectral y aplicando las propiedades de los proyectores:
{\displaystyle l_{i}(F)=l_{i}(\sum _{j=1}^{n}\lambda _{j}P_{j})=\sum _{j=1}^{n}l_{i}(\lambda _{j})P_{j}=\sum _{j=1}^{n}\delta _{ij}P_{j}=P_{i}}